# Leucopogon striatus
Leucopogon striatus är en ljungväxtart som beskrevs av Robert Brown. Leucopogon striatus ingår i släktet Leucopogon och familjen ljungväxter. Inga underarter finns listade i Catalogue of Life.